# 立木車站
立木車站（日语：／ Tachiki eki */?）是一由西日本旅客鐵道（JR西日本）所經營的鐵路車站，位於日本京都府船井郡京丹波町，是山陰本線沿線的一個無人車站，隸屬於近畿統括本部的管轄範圍。

## 車站結構
對向式月台2面2線的地面車站。此外，站舍位於往福知山方向月台側，對側的往園部方向月台以跨線天橋連絡。

### 月台配置
| 月台 | 路線     | 方向 | 目的地           |
| ---- | -------- | ---- | ---------------- |
| 1    | 山陰本線 | 下行 | 綾部、福知山方向 |
| 2    | 山陰本線 | 上行 | 園部、京都方向   |

## 使用情況
根據京都府統計書，1日平均上車人次如下表。
| 年度   | 1日平均上車人次 |
| ------ | --------------- |
| 1999年 | 16              |
| 2000年 | 19              |
| 2001年 | 19              |
| 2002年 | 19              |
| 2003年 | 14              |
| 2004年 | 16              |
| 2005年 | 14              |
| 2006年 | 14              |
| 2007年 | 11              |
| 2008年 | 14              |
| 2009年 | 8               |
| 2010年 | 8               |
| 2011年 | 11              |
| 2012年 | 11              |
| 2013年 | 16              |
| 2014年 | 14              |
| 2015年 | 11              |
| 2016年 | 8               |

## 相鄰車站
西日本旅客鐵道
 山陰本線
■快速（只限上行的一部分列車停車）
和知 ← 立木 ← 綾部
■普通（包括嵯峨野線路段為快速的列車）
安栖里－立木－山家

## 外部連結
- 立木｜車站資訊：JR出門網 - 西日本旅客鐵道